# Luxación mandibular
La Luxación mandibular ocurre cuando el cóndilo del hueso mandibular se desplaza fuera de la superficie articular del hueso temporal. Los síntomas pueden incluir la incapacidad de cerrar la boca, dificultad para hablar y masticar, y dolor localizado delante del oído Es más común que se vean afectados ambos lados que un solo lado. Las complicaciones asociadas pueden incluir fracturas óseas, lesiones en el conducto auditivo externo y lesiones en los nervios craneales.
Puede ocurrir debido a una lesión física, apertura excesiva de la mandíbula (por ejemplo, al bostezar) o a problemas estructurales subyacentes, como trastornos del tejido conectivo. Los factores de riesgo incluyen la pérdida dental previa. El diagnóstico suele basarse en los síntomas, aunque puede complementarse con estudios de imagen médica. Los tipos incluyen anterior (el más común), posterior, superior y lateral.
El tratamiento más habitual es la reducción cerrada. Esto puede requerir anestesia local, sedación consciente o relajantes musculares. Existen varias técnicas, entre ellas aplicar presión hacia abajo sobre los molares y luego empujar la mandíbula hacia atrás. Si la luxación ha sido de larga duración, puede ser necesaria una reducción abierta. En casos de recurrencia, se puede inyectar toxina botulínica.
La luxación mandibular afecta aproximadamente a 2,5 casos por cada 10 000 personas al año, y cerca del 5 % de la población la experimenta en algún momento de su vida. Las técnicas para reducir las luxaciones mandibulares han sido documentadas desde aproximadamente el año 1500 a. C.